# Фаутенберри, Джон
Джон Джозеф Фаутенберри (англ. John Joseph Fautenberry; 4 июля 1963, Нью-Лондон, штат Коннектикут — 14 июля 2009, тюрьма Southern Ohio Correctional Facility,  штат Огайо, США) — американский серийный убийца, который в период с осени 1991 года по весну 1992 года совершил серию из как минимум пяти убийств на территории четырех штатов из корыстных побуждений. Впоследствии Фаутенберри был осуждён и приговорён к смертной казни на территории штата Огайо, благодаря чему был казнён 14 июля 2009 года.

## Биография
Джон Фаутенберри родился 4 июля 1963 года в городе Нью-Лондон, штат Коннектикут. Имел сестру. Два года спустя после рождения его отец Джон Ючнюк ушел из семьи, благодаря чему семья начала испытывать материальные трудности и детские годы Джон провел в социально-неблагополучной обстановке. В последующие годы мать Джона неоднократно пыталась восстановить отношения с его отцом и обращалась к нему за материальной помощью, но Ючнюк и его родители игнорировали ее просьбы и отказывались общаться с детьми. В 1973 году мать Джона познакомилась со старшим чиф-петти офицером Робертом Фаутенберри, за которого впоследствии вышла замуж. Фаутенберри усыновил Джона и дал ему свою фамилию. Вскоре после этого семья покинула штат Коннектикут и переехала в Гонолулу (штат Гавайи), где Роберт Фаутенберри проходил военную службу на одной из близлежащих военно-морских баз. После конфликта со своим биологическим отцом Джон Фаутенберри стал демонстрировать признаки психического расстройства, он страдал  перепадами настроения и в силу интровертности имел проблемы с коммуникабельностью. В Гонолулу Джон стал посещать школу Radford High School, где 76 процентов учащихся были детьми военных, которые часто покидали учебное заведение посреди учебного года в связи со сменой места военной службы их родителями, благодаря чему Джон не имел друзей и избегал контактов со сверстниками. Фаутенберри хорошо учился в школе, но в старших классах потерял интерес к учебе, по причине чего стал увлекаться алкогольными и наркотическими веществами, имел проблемы с дисциплиной, вследствие чего неоднократно привлекался к административной ответственности. В 1981 году, незадолго до окончания 12-го класса, из-за хронических прогулов и неуспеваемости он был исключен из школы. Бросив школу, Фаутенберри покинул Гонолулу и переехал в Атланту (штат Джорджия), где освоил профессию водителя. Из-за материальных трудностей в начале 1980-х он начал вести маргинальный образ жизни. В декабре 1982 года он был арестован на территории округа Клиберн (штат Алабама) по обвинению в угоне автомобиля. В 1983 году он был арестован по обвинению в совершении кражи на территории округа Фултон, но в конечном итоге отделался условным осуждением с назначением испытательного срока. В 1985 году его мать умерла от осложнений рака в городе Норт-Кингстаун, штат Род-Айленд. Смерть матери сильно повлияла на психоэмоциональное состояние Фаутенберри. После ее смерти он покинул Джорджию и переехал на территорию штата Огайо. Он остановился в городе Норвуд, где нашел работу водителя-дальнобойщика в компании «A-One Cleaners», одна из сотрудниц которой вскоре стала его сожительницей. В этот период Джон стал проявлять интерес к огнестрельному оружию и впоследствии стал фанатом военной атрибутики, в связи с чем стал проявлять девиантное поведение и совершать правонарушения. В октябре 1986 года он был арестован по обвинению в совершении нападения на свою сожительницу, в ходе которого она была избита. Впоследствии было доказано, что под угрозой убийства Фаутенберри вынудил свою сожительницу снять большую сумму денежных средств с банковских счетов, которую затем присвоил себе. Тем не менее, часть обвинений была с него снята, после того как было достигнуто соглашение о примирении сторон в связи с заявлением пострадавшей, которая заявила, что Фаутенберри загладил вред, причиненный ей им, в связи с чем, 6 января 1987 года он был условно осужден только по обвинению в незаконном хранении оружия с установлением испытательного срока в виде 3 лет. В том же году Фаутенберри связался со своим биологическим отцом, который проживал в сельской местности округа Лейк (штат Орегон) и имел ферму. Джон Фаутенберри подал заявление о переводе под надзор Пенитенциарной системы штата Орегон, после чего, получив соответствующее разрешение, в апреле 1987 года покинул штат Огайо и переехал к отцу на территорию округа Лейк (штат Орегон), где в течение последующих месяцев проживал вместе с ним на его ферме. Из-за отказа устроиться разнорабочим на ферму Фаутенберри вскоре вступил со своим отцом в социальный конфликт, после чего покинул ферму и переехал в город Грешем, где нашел работу водителя-дальнобойщика и познакомился с женщиной, которая была старше его на 14 лет. Несмотря на разницу в возрасте, Фаутенберри стал сожительствовать с ней. Фаутенберри проживал в Грешеме до февраля 1990 года, вплоть до истечения испытательного срока. После того как его судимость была погашена, он покинул Грешем и переехал в город Портленд, где устроился водителем-дальнобойщиком в компании «Pacific Western». В этот период Фаутенберри стал снова увлекаться алкогольными веществами, проводить много свободного времени в обществе проституток и сутенеров, благодаря чему он стал пренебрегать своими служебными обязанностями. В течение летних месяцев 1990-х в ряде случаев ему не удалось доставить груз в срок, в целости и сохранности, по причине чего осенью того же года он был уволен. Оставшись без средств к существованию, Джон Фаутенберри впал в состояние внутриличностного конфликта, после чего решился на совершение преступлений.

## Серия убийств
В ноябре 1990 года на одной из стоянок грузовых автомобилей в городе Траутдейл (штат Орегон) Джон Фаутенберри познакомился с 47-летним Дональдом Натли. В ходе разговора Натли заявил, что собирался посетить  вулкан Худ с целью тренировок по стрельбе, и предложил Джону составить ему компанию. Джон согласился, после чего они уехали. В лесистой местности, к северо-востоку  его исчезновение оставалось загадкой до 21 апреля 1991 года, когда его зубы и череп с пулевым отверстием были найдены в лесной местности к северо-востоку от города Зигзаг, Фаутенберри совершил на Натли нападение, в ходе которого ограбил и застрелил его. Останки Натли, в том числе его череп с пулевым отверстием, были обнаружены лишь 21 апреля 1991 года
В начале января 1991 года Фаутенберри покинул штат Орегон и начал вести бродяжнический образ жизни. В январе от отправился на территорию штат Иллинойс. 1 февраля 1991 года Фаутенберри остановился на одной из стоянок грузовых автомобилей  в округе Хантердон, штат Нью-Джерси, недалеко от межштатной автомагистрали I-78 с целью позавтракать.  В ресторане быстрого питания он встретил 27-летнего дальнобойщика Гэри Фармера из Спрингфилда, штат Теннесси. После знакомства Фармер предложил подвезти Фаутенберри и посадил его в свой грузовик, где вскоре Джон Фаутенберри совершил на него нападение, в ходе которого убил его и ограбил. Добычей преступника стали часы, нож и 40 долларов. Тело жертвы Фаутенберри оставил в спальном отсеке грузовика, а автомобиль бросил в лесистой местности. Тело Фармера было обнаружено 5 февраля того же года. После установления личности погибшего полиция округа в ходе расследования нашли свидетелей, на основании показаний которых впоследствии опубликовали фоторобот подозреваемого.
17 февраля 1991 года Фаутенберри появился в округе Клермонт, штат Огайо, где, путешествуя автостопом, остановил автомобиль местного жителя 45-летнего Джозефа Дейрона-младшего. Вскоре после того Фаутенберри оказался в салоне автомобиля Дейрона, он совершил на него нападение, в ходе которого ограбил и убил его, а тело сбросил в лесистой местности возле одного из шоссе. Через два дня после исчезновения Дейрон-младший был объявлен в розыск. На угнанном автомобиле Дейрона Фаутенберри пересек несколько штатов США, используя в ходе поездок для оплаты покупок его кредитные карты в общей сложности 25 раз, что было замечено полицией в ходе расследования. Останки Джозефа Дейрона были обнаружены через месяц после убийства, 20 марта 1991 года.
23 февраля 1991 года Джон Фаутенберри вернулся в Портленд и посетил вечеринку у знакомых, где познакомился с 32-летней Кристин Энн Гатри. После знакомства женщина добровольно согласилась вступить с Джоном в интимную связь, после чего они отправились в прибрежный мотель Silver Sands, где Джон Фаутенберри снял номер, после чего 26 февраля того же года Джон Фаутенберри застрелил Кристин Гатри. После исчезновения женщины ее родственники и знакомые обратились в полицию. В ходе расследования полиция явилась в мотель Silver Sands, где подвергла допросу персонал заведения. Владелица мотеля опознала на предъявленной фотографии Кристин Гатри и заявила, что за день до исчезновения ее сопровождал мужчина, который управлял автомобилем, имевшим индивидуальный регистрационный номер 138 CXS, и который снял номер в мотеле под именем Джон Джозеф Фаутенберри. В ходе проверки автомобильного номера полиция установила, что автомобиль, на котором передвигался Фаутенберри, принадлежал убитому Джозефу Дейрону, вследствие чего Фаутенберри был объявлен в розыск.
Узнав от знакомых о том, что он находится в розыске, Фаутенберии покинул штат Орегон и отправился в Сиэтл, (штат Вашингтон). Он доехал до аэропорта Сиэтл/Такома. Бросив машину Джозефа Дейрона на парковке аэропорта, он купил билет до города Джуно, (штат Аляска), где появился в начале марта 1991 года.
Он нашел работу на одной из рыбацких лодок и жилье в отеле Bergman Hotel, однако из-за прогулов он был вскоре уволен. 14 марта того же года он явился в один из баров города, где познакомился с шахтером 39-летним Джефферсоном Диффи. В ходе совместного распития спиртных напитков Джон завоевал доверие Диффи, после чего Диффи предложил Джону переночевать в его доме. Оказавшись в доме Джефферсона Диффи, Фаутенберри совершил на него нападение, в ходе которого нанес ему более 17 ударов ножом, от которых тот скончался. После убийства Фаутенберри похитил из дома жертвы деньги, кредитные карты, пистолет калибра 9 мм и ряд других вещей, представляющих материальную ценность, после чего скрылся. Сослуживцы Диффи, после того как он перестал выходить на работу, обратились в полицию, после чего был обнаружен его труп. В ходе расследования Фаутенберри попал в поле зрения полиции, после того как он использовал кредитную карту Диффи для оплаты покупок.

## Арест
После того как полиция Джуно установила, что Фаутенберри находится в розыске на территории штата Огайо и подозревается в совершении других убийств, за ним было установлено наблюдение. В ходе расследования убийства Диффи полиция опросила сотрудников и посетителей бара, которые опознали по предъявленной им фотографии Джона Фаутенберри как человека, с которым Джефферсон Диффи покинул бар в день своей смерти. На основании этих свидетельств Джон Фаутенберри был арестован 17 марта 1991 года в своем номере отеля и был доставлен в полицейский участок. В ходе обыска его апартаментов были обнаружены кредитные карты, принадлежащие Джефферсону Диффи и Гарри Фармеру, а также часы Фармера.
В ходе допроса, столкнувшись с уликами, изобличающими его в совершении 5 убийств, Фаутенберри признался в совершении 5 убийств и поведал о том, как непосредственно развивались события. Так он заявил, что не планировал убийство 27-летнего Гари Фармера, но Фармер оказался гомосексуалом и стал подвергать его сексуальным домогательствам с применением угроз оружием, вследствие чего Фаутенберри напал на Фармера и в ходе самообороны убил его, после чего ограбил. В случае с убийством Кристин Энн Гатри Фаутенберри заявил, что застрелил девушку ранним утром 26 февраля 1991 года сразу после того, как они покинули мотель, и указал местонахождение ее трупа. Впоследствии останки Кристин Гатри, включая ее череп с пулевым отверстием, были обнаружены в указанной Джоном местности  1 апреля 1991 года. Также Фаутенберри поведал сотрудниками правоохранительных органов о том, что в сентябре 1984 года на территории города Розбург (штат Орегон), познакомился с бродягой 25-летним Ричардом Комбсом. После совместного распития спиртных напитков Фаутенберри, находясь в тяжелом психоэмоциональном состоянии в связи с жизненными неурядицами, в ходе ссоры совершил нападение на Комбса, нанеся ему удар ножом в область шеи, от последствий которого Комбс умер.
Однако к тому времени за убийство Комбса уже был осужден другой житель Розбурга — 28-летний Майкл Кольер, который на основании улик и собственных признательных показаний в 1984 году был осужден и получил в качестве наказания 30 лет лишения свободы, вследствие чего признательные показания Фаутенберри были признаны неубедительными и ему впоследствии не было предъявлено никаких обвинений.
Тем не менее на основании этой информации Фаутенберри подозревался в причастности к совершению серийных убийств девушек и женщин в местах стоянки и сервисного обслуживания грузовых автомобилей, расположенных на всём протяжении межштатной автострады I-71 на территории штата Огайо в период с 1981 по 1990 год. Личность преступника не была установлена и он проходил по материалам уголовного дела под прозвищем «Доктор Ноу». Тем не менее в ходе дальнейшего расследования Джон Фаутенберри не был идентифицирован как «Доктор Ноу»
В мае 1991 года, находясь в окружной тюрьме Lemon Creek Jail, Фаутенберри согласился на телефонное интервью телеканалу WKRC-TV, в котором он признался в совершении убийств. В качестве мотива он указал корысть вследствие материальных трудностей, которые он испытывал в связи с потерей работы. После интервью Фаутенберри совершил попытку самоубийства, порезав себе запястье бритвой, но был вовремя обнаружен и спасен

## Судебные процессы
Джону Фаутенберри было предъявлено обвинение в убийстве Джефферсона Диффи, Гарри Фармера и Джозефа Дейрона. Он предстал перед судом за убийство Диффи летом 1991 года. Он подтвердил свои первоначальные показания, на основании чего в августе того же года был признан виновным и получил в качестве наказания 99 лет лишения свободы без права на условно-досрочное освобождение. После чего был экстрадирован на территорию штата Огайо, где предстал перед судом по обвинению в убийстве Джозефа Дейрона.
В ходе судебного процесса Фаутенберри и его адвокаты настаивали на проявление снисхождения на основании того, что детство и юность Джон провел в социально-неблагополучной обстановке, что привело в итоге к психическим, эмоциональным и поведенческим проблемам, но несмотря на признательные показания и сотрудничество со следствием, в сентябре 1992 года он был признан виновным в убийстве Дейрона и получил в качестве наказания смертную казнь. Фаутенберри никак не отреагировал на оглашение приговора
После осуждения Джон был экстрадирован в штат Нью-Джерси, где предстал перед судом по обвинению в убийстве Гари Фармера. После долгого судебного разбирательства в сентябре 1993 года он был признан виновным и получил в качестве наказания пожизненное лишение свободы, после чего был обратно этапирован на территорию штата Огайо для исполнения смертного приговора

## Казнь
После осуждения все последующие годы жизни  Джон Фаутенберри пытался добиться отмены смертного приговора и подал несколько апелляций. В 1994 году Фаутенберри подал апелляцию в апелляционный суд штата Огайо на отмену смертного приговора и назначение нового судебного разбирательства. Команда его адвокатов представила смягчающие доказательства. Выслушав все эти доказательства, а также показания шести сотрудников правоохранительных органов, представленные обвинением во время слушания дела о смягчении наказания, коллегия из трех судей подтвердила его осуждение и смертный приговор, обнаружив, что отягчающие факторы в значительной степени перевешивали смягчающие факторы. Верховный суд штата Огайо также подтвердил приговор Фаутенберри, после чего он подал ходатайство в Верховный суд США о пересмотре решения судов низших инстанций, но Верховный суд США отклонил ходатайство о пересмотре. В дальнейшие годы он подал еще несколько апелляционных документов, апеллируя на том, что предоставленная ему помощь адвокатов являлась неэффективной, но все его апелляции были отклонены. В декабре 2008 года, после того как он исчерпал все возможности добиться отмены приговора и назначения нового судебного разбирательства, генеральный прокурор штата Огайо обратился в Верховный суд штата Огайо с требованием назначить дату казни Джона Фаутенберри, которая была назначена на июль 2009 года.
В июле 2009 года, незадолго до казни, его адвокаты подали апелляцию на приостановлении исполнения смертного приговора и назначении судебно-психиатрической экспертизы для установления признаков органического поражения мозга, но апелляция была отклонена, несмотря на то, что последняя подобная экспертиза в отношении Фаутенберри была проведена в 1996 году. Также Джон Фаутенберри обратился к губернатору штата Огайо с просьбой о помиловании, но он отказал. Джон Фаутенберри был казнен утром 14 июля 2009 года в тюрьме «Southern Ohio Correctional Facility». Перед казнью он провел несколько часов со своим адвокатом и исповедался у священника, но отказался совершить звонок своей сестре. В качестве последнего ужина он заказал блюдо из яиц, жареные тосты и картофель фри. От последнего слова Фаутенберри отказался.